# Référendum norvégien sur la dissolution de l'union avec la Suède
Pour un article plus général, voir Dissolution de la Suède-Norvège.
 (septembre 2016).
Si vous disposez d'ouvrages ou d'articles de référence ou si vous connaissez des sites web de qualité traitant du thème abordé ici, merci de compléter l'article en donnant les références utiles à sa vérifiabilité et en les liant à la section « Notes et références ».
Le référendum sur la dissolution de l'union avec la Suède est un référendum ayant eu lieu en Norvège le 13 août 1905. Il porte sur la dissolution de la Suède-Norvège. 
Le référendum a eu une participation de 85,4 %, avec 371 911 votants. 99,95 % des votants étaient favorables à la dissolution de la Suède-Norvège, soit 368 208 personnes, alors que 0,05 % ne l'ont pas souhaité, soit 184 personnes
.